# Thomas Müller
Thomas Müller (* 13. September 1989 in Weilheim in Oberbayern) ist ein deutscher Fußballspieler. Er spielte von seinem elften Lebensjahr bis 2025 beim FC Bayern München und ist mit 756 Pflichtspieleinsätzen Rekordspieler des Vereins. 2013 und 2020 gewann er das Triple aus UEFA Champions League, Meisterschaft und Pokal. Mit insgesamt dreizehn deutschen Meisterschaften ist er der Spieler mit den meisten deutschen Meistertiteln. Gemeinsam mit Toni Kroos und Manuel Neuer ist er mit 34 gewonnenen Titeln der erfolgreichste deutsche Fußballspieler. Müller war von 2010 bis 2024 deutscher Nationalspieler und hat mit 131 gespielten Partien von allen deutschen Nationalspielern die drittmeisten Länderspieleinsätze. 2014 wurde er mit der deutschen Nationalmannschaft in Brasilien Weltmeister. Seit August 2025 steht der Offensivspieler in der Major League Soccer bei den Vancouver Whitecaps unter Vertrag.

## Leben
Müller war in seiner Schulzeit Ministrant in seinem Heimatort Pähl im Pfaffenwinkel. Er besuchte das Gymnasium Weilheim, das er 2008 mit dem Abitur abschloss. Sein jüngerer Bruder Simon (* 1992) begann wie er seine Fußballlaufbahn beim TSV Pähl und ist bei der SG Wielenbach/Pähl als Mittelfeldspieler in der Kreisliga aktiv.
Müller ist seit November 2009 mit der Dressurreiterin Lisa Müller verheiratet und züchtet mit dieser gemeinsam Pferde. Das Paar ist kinderlos. Sie besitzen eine Reitanlage in der Gemeinde Otterfing südöstlich von München. Müller ist (gemeinsam mit Madeleine Winter-Schulze) Besitzer des Schimmelwallachs Checker 47, auf dem der Springreiter Christian Kukuk bei den Olympischen Sommerspielen 2024 in Paris im Einzelwettbewerb die Goldmedaille errang.

## Vereinskarriere

### Jugendzeit und Anfänge beim FC Bayern München (bis 2009)
Müller, der sowohl als Stürmer als auch im offensiven Mittelfeld eingesetzt wird, wechselte 2000 vom TSV Pähl, wo er in Saison 1999 120 Tore erzielte, zu den D-Junioren des FC Bayern München, trainierte aber zunächst weiterhin meist bei seinem Ausbildungsverein.
Beim FC Bayern durchlief er anschließend alle Jugendmannschaften. Mit den A-Junioren der Bayern wurde er in der Saison 2006/07 Meister der A-Junioren-Bundesliga Süd/Südwest und Zweiter in der Endrunde der deutschen A-Junioren-Meisterschaft, wobei er im Halbfinale und im Finale jeweils ein Tor erzielte. In der Saison 2007/08, seiner letzten Spielzeit bei den Junioren, erzielte er in 26 Spielen 18 Tore, womit er gemeinsam mit Julian Schieber (VfB Stuttgart) hinter Rahman Soyudoğru (21 Tore) vom SC Freiburg zweitbester Torschütze der Süd/Südwest-Staffel wurde. Ab dem Frühjahr 2008 wurde er parallel auch in der zweiten Mannschaft in der drittklassigen Regionalliga Süd eingesetzt. Am 7. März 2008 gab er dort sein Debüt und erzielte ein Joker-Tor.
Zu Beginn der Spielzeit 2008/09 in der neu gegründeten bundesweiten 3. Liga wurde Müller in den Kader der zweiten Mannschaft übernommen, absolvierte jedoch gleichzeitig einen Teil der Vorbereitung mit dem Bundesliga-Kader von Trainer Jürgen Klinsmann. Er hatte am 15. August 2008 (1. Spieltag der Bundesligasaison 2008/9) sein Debüt in der Bundesliga: er wurde beim 2:2 im Heimspiel gegen den Hamburger SV in der 80. Minute für Miroslav Klose eingewechselt. Danach spielte er fast ausschließlich in der zweiten Mannschaft und schoss in 32 Spielen 15 Tore. Gegen Ende der Spielzeit kam er zu drei weiteren Einwechslungen im Erstligateam. Zudem gab er am 10. März 2009 sein Debüt in der Champions League, als er beim Achtelfinalrückspiel gegen Sporting Lissabon in der 72. Minute für Bastian Schweinsteiger eingewechselt wurde, zwei Minuten später ein Tor vorbereitete und in der 90. Minute das Tor zum 7:1-Endstand erzielte.

### Stammspieler und das „Vize“-Triple (2009–2012)
Zur Saison 2009/10 erhielt Müller, der den deutschen Fußballspieler Gerd Müller zu seinen Vorbildern zählt, einen Profivertrag mit Laufzeit bis 2011.
Unter dem neuen Bayern-Trainer Louis van Gaal entwickelte Müller sich in seiner ersten vollständigen Bundesligasaison zum Stammspieler. Am 12. September 2009 erzielte er seine ersten beiden Bundesligatore beim 5:1-Sieg im Auswärtsspiel gegen Borussia Dortmund und rückte danach in die Startformation auf. Drei Tage später debütierte er in der Startelf des FCB im Champions-League-Auswärtsspiel gegen Maccabi Haifa; dort traf er zweimal. Am 1. Mai 2010 (33. Spieltag) erzielte er alle drei Tore beim 3:1-Sieg über den VfL Bochum und führte damit die Vorentscheidung zur Meisterschaft 2010 herbei. Neben der deutschen Meisterschaft gewann er mit dem FC Bayern München auch den DFB-Pokal und erreichte das Finale der UEFA Champions League, das der FCB aber mit 0:2 gegen Inter Mailand verlor. Müller absolvierte alle 34 Ligaspiele (29-mal von Beginn) und hatte mit seinen 19 Toren in 52 Pflichtspielen Anteil an den Erfolgen seiner Mannschaft.
Trotz einiger Angebote ausländischer Vereine bekundete Müller vor der Saison 2010/11, langfristig beim FC Bayern München bleiben zu wollen. Auch in seiner zweiten vollen Bundesligasaison kam Müller in allen 34 Saisonspielen zum Einsatz und erzielte im Saisonverlauf erneut 19 Pflichtspieltreffer. Insgesamt verlief die Saison für den Rekordmeister aber weniger erfolgreich. Die Bundesligasaison beendete man auf dem dritten Platz; auch in DFB-Pokal (Halbfinalaus) und Champions League (Ausscheiden im Achtelfinale) konnte man die guten Vorjahresergebnisse nicht bestätigen.
In der Saison 2011/12 galt er auch unter dem neuen Trainer Jupp Heynckes als einer der zuverlässigsten Spieler im Team. Zwar stand er nicht mehr ganz in vorderster Reihe und kam nur siebenmal (sowie je zweimal in Pokal und Champions League) erfolgreich zum Abschluss, spielte aber weiterhin eine wichtige Rolle im offensiven Mittelfeld. Am 31. März 2012 absolvierte Müller im Spiel gegen den 1. FC Nürnberg seinen 100. Bundesligaeinsatz für Bayern München. Am Ende der Spielzeit hatte er zum dritten Mal in Folge in allen 34 Saisonspielen und damit in 102 Bundesligaspielen in Folge gespielt. Dazu kam er in drei Jahren bis auf eine Gruppenrundenpartie in allen Champions-League- und auch in allen DFB-Pokal-Partien zum Einsatz. Die Saison blieb für den FC Bayern München allerdings titellos, nachdem er in der Bundesliga den zweiten Platz belegte und das Pokalfinale gegen Borussia Dortmund verlor. In der Champions League stand Müller mit dem FC Bayern München in seinem zweiten Finale und erzielte den zwischenzeitlichen Führungstreffer im Spiel gegen den FC Chelsea. Das Finale wurde letztendlich im Elfmeterschießen verloren, so dass der FC Bayern München die Saison mit drei zweiten Plätzen beendete.

### Zweifacher Gewinn des Triple und Rekord von elf Meisterschaften in Serie (2012–2023)

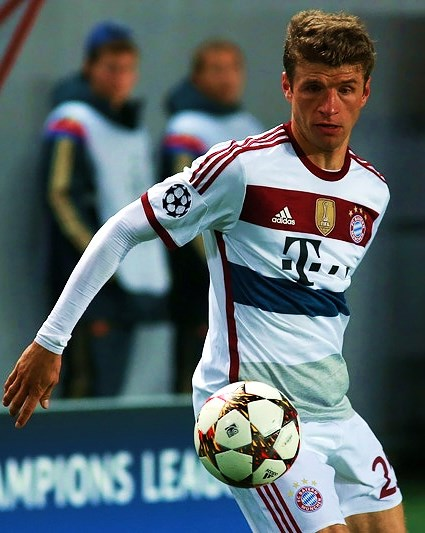
Thomas Müller im Champions-League-Spiel bei ZSKA Moskau am 30. September 2014

Obwohl Müllers ununterbrochene Serie von Ligaeinsätzen früh in der Saison 2012/13 geendet hatte und er in insgesamt sechs Saisonspielen nicht eingesetzt worden war, kam er am Ende der Spielzeit auf 13 Ligatreffer. Am 28. Spieltag sicherte er sich mit dem FC Bayern München so früh wie noch nie die Meisterschaft in der Bundesliga. Am 25. Mai 2013 gewann er mit dem FC Bayern München im Londoner Wembley-Stadion das Finale der UEFA Champions League mit 2:1 gegen Borussia Dortmund. Er war im Wettbewerb mit acht Toren bester Torschütze des FC Bayern und hatte vor allem beim 7:0 (nach Hin- und Rückspiel) im Halbfinale gegen den FC Barcelona mit drei Toren erheblichen Anteil am Finaleinzug seines Vereins. Mit dem Sieg im DFB-Pokal-Finale am 1. Juni 2013 gewann Müller mit dem FC Bayern als erstem deutschen Fußballverein das Triple im Herrenfußball. Insgesamt stellte er mit 23 Pflichtspieltoren eine persönliche Bestmarke auf, obwohl er auf weniger Einsätze gekommen war als in den drei Spielzeiten zuvor.
Unter dem neuen Trainer Pep Guardiola kam Müller in der Saison 2013/14 zwar häufiger als in den Vorjahren nur als Einwechselspieler zum Einsatz, konnte seine Torquote aber weiter steigern. So kam er auf insgesamt 26 Pflichtspieltore und trug dazu bei, den Vorjahresrekord der am frühesten feststehenden Meisterschaft in der Bundesliga noch einmal zu verbessern. Im DFB-Pokal erzielte Müller acht Treffer, darunter das Tor zum 2:0-Endstand in der Verlängerung im Pokalfinale gegen Dortmund. In der Champions League misslang dem FC Bayern München zwar die Titelverteidigung, die Mannschaft gewann aber im Saisonverlauf mit dem UEFA Super Cup gegen den FC Chelsea und der FIFA-Klub-Weltmeisterschaft 2013 im Finale gegen Raja Casablanca zwei weitere Titel.

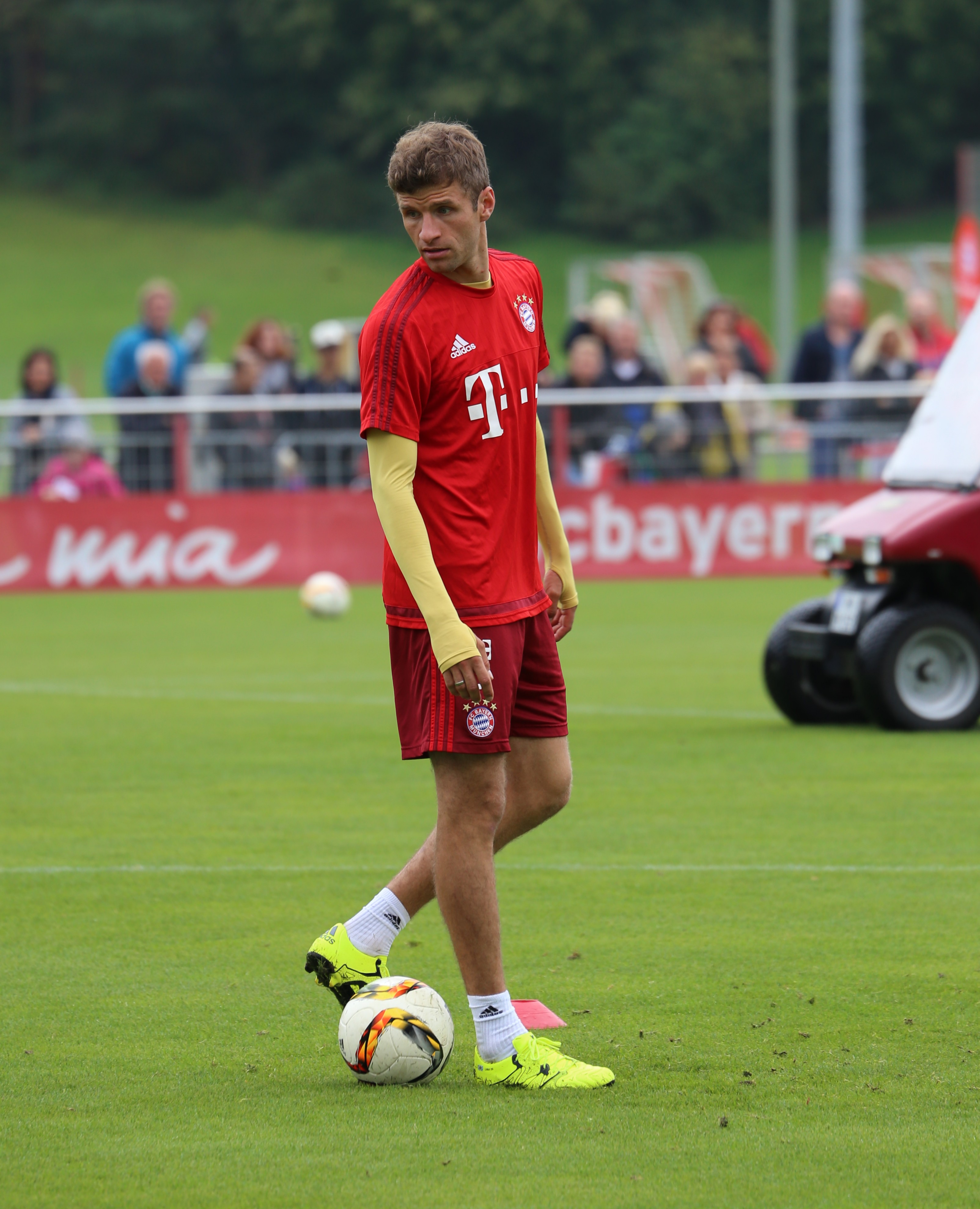
Thomas Müller während eines Trainings von Bayern München, 2015

In der Saison 2014/15 gewann Müller mit dem FC Bayern München zum dritten Mal in Folge die deutsche Meisterschaft. Zum vierten Mal erreichte er dabei seine persönliche Bestmarke von 13 Ligatreffern. Weitere acht Tore erzielte er in der Champions League und im DFB-Pokal, scheiterte aber mit seinem Team in beiden Wettbewerben im Halbfinale. Am 6. Spieltag der UEFA-Champions-League-Saison 2014/15 erzielte Müller seinen 24. Treffer in der Champions League und löste damit Mario Gómez (23 Treffer) als erfolgreichsten Torschützen des FC Bayern in diesem Wettbewerb ab. Am 21. April 2015 erzielte er im Viertelfinal-Rückspiel gegen den FC Porto seinen 27. Treffer in der Champions League und wurde damit auch erfolgreichster deutscher Torschütze des Wettbewerbs, einzig Gerd Müller war zunächst mit 34 Treffern im Vorgänger-Wettbewerb Europapokal der Landesmeister noch erfolgreicher.
Zur Saison 2015/16 wurde Müller nach Philipp Lahm und Manuel Neuer zum dritten Kapitän des FC Bayern ernannt. Mit dem 4:0-Heimsieg gegen den VfB Stuttgart am 7. November 2015 erreichte er seinen 150. Bundesliga-Sieg im 209. Bundesliga-Spiel und ist damit nach Georg Schwarzenbeck der jüngste Spieler, dem 150 Siege in der Bundesliga gelangen. Kein Spieler in der Bundesliga benötigte dafür so wenige Spiele wie er. Mit einem 4:0-Heimsieg gegen Olympiakos Piräus am 24. November 2015 erreichte er als jüngster Spieler seinen 50. Sieg in der UEFA Champions League. Am 16. März 2016 traf Müller im Achtelfinale beim 4:2-Sieg n. V. gegen Juventus Turin in der Nachspielzeit zum 2:2. Dies war sein 35. Treffer in der Champions League, womit er Gerd Müller als erfolgreichsten deutschen Torschützen im höchsten europäischen Vereinswettbewerb ablöste. Am 19. April 2016 trug Müller beim 2:0-Sieg im Pokal-Halbfinale gegen Werder Bremen mit zwei Toren zum Finaleinzug bei und erzielte dabei seinen 150. Pflichtspieltreffer im 347. Pflichtspiel. Am vorletzten Spieltag wurde die vierte deutsche Meisterschaft in Folge perfekt gemacht; mit seinen 20 Saisontoren in der Bundesliga stellte Müller einen neuen persönlichen Rekord auf. Beim Pokalsieg am 21. Mai 2016 gegen Borussia Dortmund nach 4:3 im Elfmeterschießen verwandelte Müller den Elfmeter zum zwischenzeitlichen 3:2 und gewann zum vierten Mal das Double. 2018 gewann er zum sechsten Mal in Folge die deutsche Meisterschaft. 2019 und 2020 gewann er mit dem FC Bayern zum siebten und achten Mal in Folge die deutsche Meisterschaft.

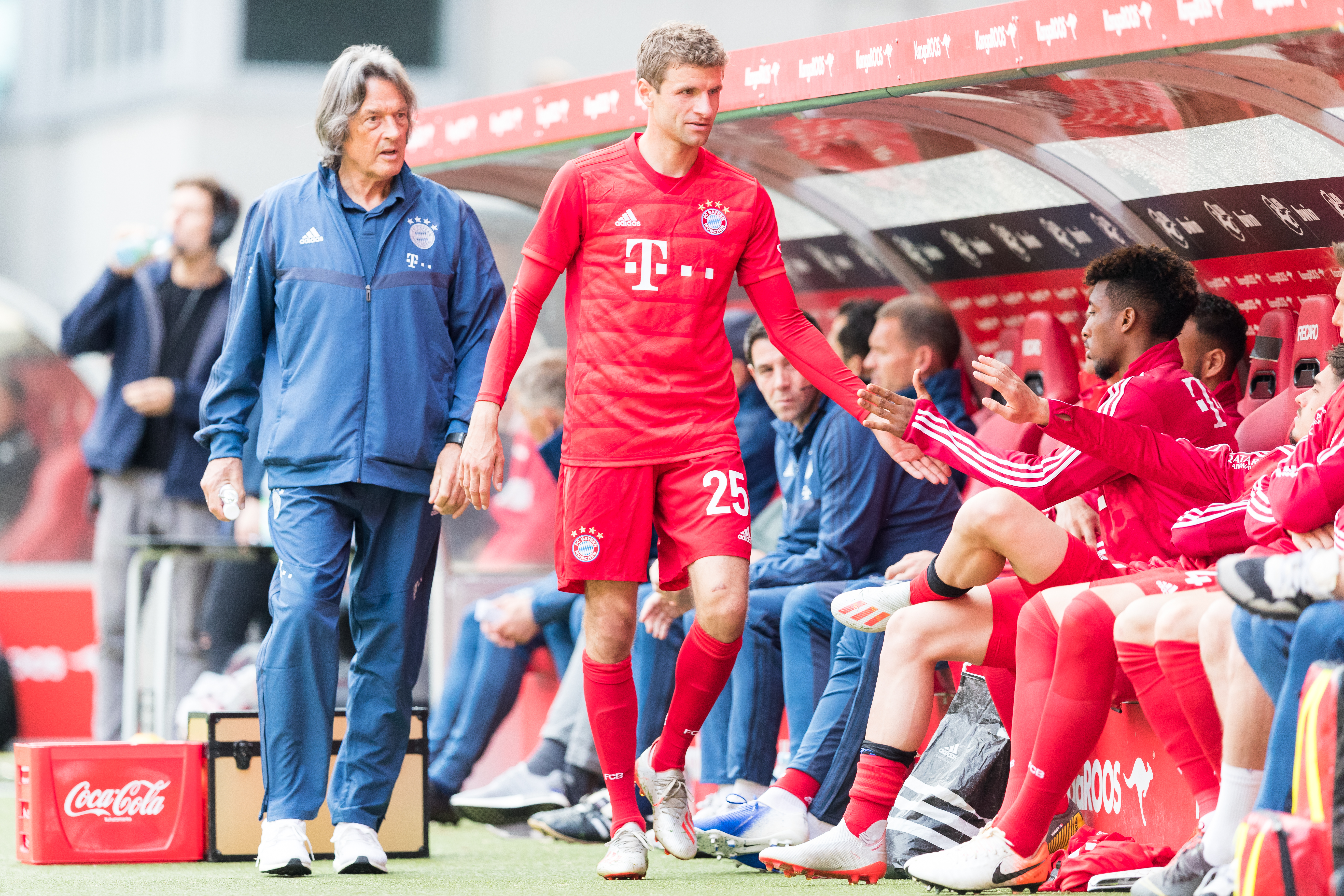
Thomas Müller neben Mannschaftsarzt Hans-Wilhelm Müller-Wohlfahrt (2019)

Beim 1:5 in Frankfurt am 10. Spieltag der Bundesligasaison 2019/20 absolvierte der Offensivspieler sein 500. Pflichtspiel für den Verein und wurde zum insgesamt erst Zehnten, dem dies gelang. Mit dem Gewinn seiner insgesamt neunten deutschen Meisterschaft 2020 stellte er den Rekord von Franck Ribéry für die meisten Titel eines Spielers ein. Mit 21 Torvorlagen überbot er in der Saison 2019/20 den bisherigen Rekord von Kevin De Bruyne mit 20 Vorlagen. Durch den Pokalsieg am 4. Juli 2020 gegen Bayer 04 Leverkusen überholte er Gerd Müller mit nun 48 Siegen im DFB-Pokal und ist damit alleiniger Rekordhalter in diesem Wettbewerb. Am 14. August 2020 bestritt Müller im Viertelfinale gegen den FC Barcelona seinen 113. Einsatz in der Champions League, überholte damit Philipp Lahm und hält nun den deutschen Einsatzrekord. Am 23. August 2020 gewann er zum zweiten Mal die Champions League und damit nach 2013 erneut das Triple. 2020 konnte er zudem mit seiner Mannschaft das Sextuple gewinnen. 2022 holte Müller seine elfte deutsche Meisterschaft und ist damit nun alleiniger Rekordhalter.
Eine weitere Besonderheit gelang Müller am 30. Oktober 2021 im Spiel des FC Bayern bei Union Berlin. Der Offensivspieler traf gegen die Köpenicker und schaffte es mit diesem Tor, gegen alle aktuell in der Bundesliga vertretenen Klubs mindestens einen Treffer zu erzielen.
Mit dem Bundesligaspiel gegen den FC Augsburg am 19. November des gleichen Jahres bestritt Müller sein 600. Pflichtspiel für den FC Bayern, was vor ihm lediglich Gerd Müller (605 Spiele), Oliver Kahn (632 Spiele) und Sepp Maier (661 Spiele) gelang. Einen weiteren Meilenstein feierte der Spieler am 17. Spieltag (17. Dezember 2021) der Saison 2021/22 gegen den VfL Wolfsburg. Müller, der in der Startelf stand, absolvierte sein 400. Spiel in der Bundesliga. Ebenfalls gegen die Wölfe wurde Müller am 19. Spieltag 2022/23 zum Bundesliga-Rekordfeldspieler des FC Bayern (gemeinsam mit Gerd Müller), als er beim 4:2-Auswärtserfolg das 427. Spiel in der Liga absolvierte und das 3:0 köpfte. Am Ende der Saison wurde er zum zwölften Mal deutscher Meister.

### Rekordspieler des FC Bayern München (2024–2025)
Nach einem 4:3-Heimerfolg am 20. September 2023 gegen Manchester United erreichte er als dritter Spieler nach Cristiano Ronaldo und Iker Casillas 100 Siege in der Champions League (im 143. Spiel), als Einziger errang er diese Marke mit nur einem Verein. Am 3. Februar 2024 im Bundesligaspiel gegen Borussia Mönchengladbach, seinem 690. Pflichtspiel, feierte Müller seinen 500. Pflichtspielsieg im Trikot des FC Bayern und stellte so einen Vereinsrekord auf. Beim 3:1-Sieg gab er die Vorlage zum zwischenzeitlichen 1:1-Ausgleich durch Aleksandar Pavlović. Beim 2:2 im Hinspiel des Halbfinals gegen Real Madrid am 30. April 2024 bestritt er sein 150. Spiel in der Champions League. Am letzten Spieltag der Saison 2023/24 absolvierte Müller sein 473. Bundesligaspiel. Er zog mit Sepp Maier gleich und ist seitdem Rekordspieler des FC Bayern in der Bundesliga. In dieser Saison blieb Müller zum ersten Mal seit 11 Jahren ohne Titel.
Am 1. September 2024 absolvierte Müller gegen den SC Freiburg sein 710. Pflichtspiel für die Münchener, womit er an Sepp Maier vorbeizog und alleiniger Rekordspieler wurde. Der Treffer zum 2:0-Endstand war sein 150. Bundesligator. Am 18. September 2024 absolvierte er beim 9:2 gegen Dinamo Zagreb sein 152. Spiel in der Champions League, damit hält er den Rekord der meisten Einsätze für einen Verein in diesem Wettbewerb.
Am 10. Dezember 2024 am 6. Spieltag der Ligaphase der UEFA Champions League 2024/25 traf er in seiner 16. Saison in diesem Wettbewerb. Beim 5:1-Sieg über Schachtar Donezk erzielte er mit seinem 55. Treffer im 156. Spiel das zwischenzeitliche 2:1. Zuvor gelangen Treffer in 16 unterschiedlichen CL-Spielzeiten nur Ryan Giggs und Cristiano Ronaldo. Mehr schafften nur Lionel Messi und Karim Benzema (je 18).
Nach dem 2:2-Unentschieden im Viertelfinalrückspiel bei Inter Mailand am 16. April 2025 schied er mit der Mannschaft aus der Champions League aus. Müller absolvierte damit seinen 163. Einsatz im Wettbewerb, zog so mit Lionel Messi gleich, wobei lediglich Cristiano Ronaldo (183) und Iker Casillas (177) häufiger eingesetzt wurden.
Anfang April 2025 gaben der Verein und Müller bekannt, dass man mit Auslaufen des Vertrags nach der FIFA-Klub-Weltmeisterschaft 2025 getrennte Wege gehen werde. Dabei sicherte ihm der FC Bayern ein Abschiedsspiel zu. Beim 3:0-Sieg gegen den 1. FSV Mainz 05 am 26. April 2025, dem 31. Spieltag, absolvierte Müller sein 500. Bundesligaspiel, als er kurz vor Spielende für Leroy Sané eingewechselt wurde. Beim 2:0-Sieg über Borussia Mönchengladbach am 10. Mai 2025 kam Müller zu seinem 750. Pflichtspiel für den FC Bayern. Es war sein 355. und letztes Heimspiel in der Allianz Arena. Im ersten Gruppenspiel bei der Klub-WM 2025 gegen den neuseeländischen Verein Auckland City FC gelangen Müller zwei Tore, wobei sein Treffer zum 10:0-Endstand sein 250. Pflichtspieltor für den FC Bayern war.
Nach einer Einwechslung bestritt er seinen letzten Pflichtspieleinsatz für den FC Bayern am 5. Juli 2025 bei der 0:2-Niederlage gegen Paris Saint-Germain im Viertelfinale der FIFA-Klub-Weltmeisterschaft.

### Wechsel nach Nordamerika
Anfang August 2025 wechselte Müller zum kanadischen MLS-Franchise Vancouver Whitecaps. Sein Vertrag gilt bis zum Ende der Spielzeit 2025 und kann per Option um ein weiteres Jahr verlängert werden. Er würde dann im Rahmen der Designated Player Rule registriert werden.

## Nationalmannschaft

### Juniorenauswahl
Erstmals für eine deutsche Juniorenauswahl spielte Thomas Müller in der U16; sechsmal kam er dort zum Einsatz. Danach wurde er nur noch unregelmäßig berufen, das nächste Mal in die U19, für die er dreimal spielte. Für die U20 spielte er einmal am 3. September 2008 gegen Österreich und erzielte den Treffer zum 4:2-Endstand, sagte dann aber die Teilnahme an der U20-Weltmeisterschaft 2009 in Ägypten selbst ab, um seinen Stammplatz in der Bundesliga nicht zu verlieren. Am 11. August 2009 wurde Müller erstmals in die U21-Nationalmannschaft berufen; das Spiel gegen die Türkei wurde mit 1:3 verloren. Sechsmal spielte er für die älteste Juniorenauswahl.

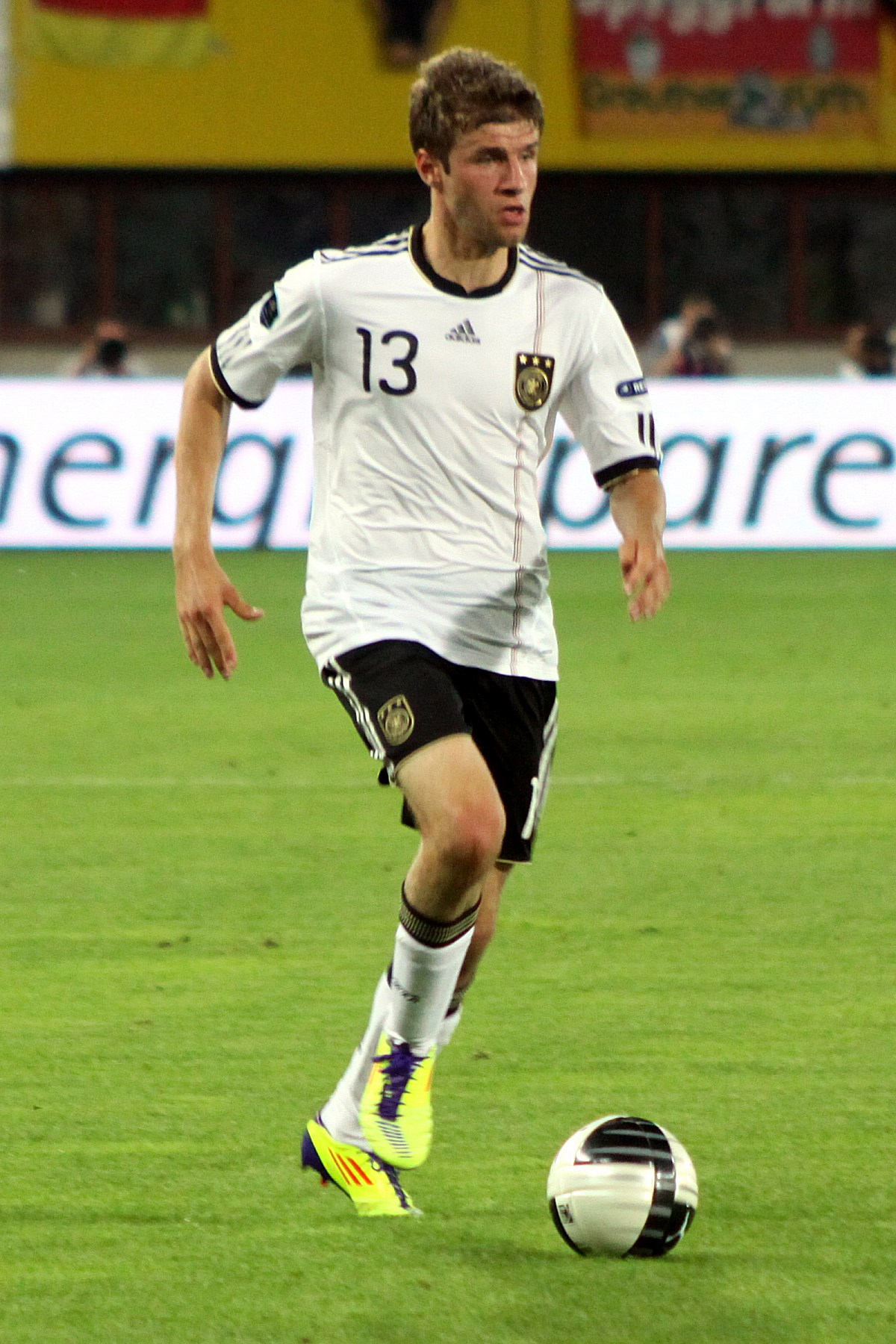
Thomas Müller im Trikot der Nationalmannschaft (2011)

### A-Nationalmannschaft
Am 6. November 2009 wurde Müller für das Test-Länderspiel gegen die Elfenbeinküste in die A-Nationalmannschaft eingeladen. Seine Aufnahme in den A-Kader wurde jedoch kurz darauf verworfen, da er zunächst noch für die U21 in der Junioren-EM-Qualifikation gegen Nordirland und San Marino eingesetzt werden sollte; darauf hatte sich Bundestrainer Joachim Löw mit U21-Coach Rainer Adrion verständigt. Am 21. Januar 2010 wurde Müller von Löw eingeladen, an einem Leistungstest der Nationalmannschaft im Hinblick auf die WM 2010 in Südafrika teilzunehmen. Am 3. März 2010 debütierte Müller in der deutschen A-Nationalmannschaft. In der heimischen Allianz Arena stand er von Beginn an gegen Argentinien auf dem Platz; das Spiel endete 0:1. In der 67. Minute wurde er für den zweiten Debütanten des Abends, Toni Kroos, ausgewechselt.

#### WM 2010

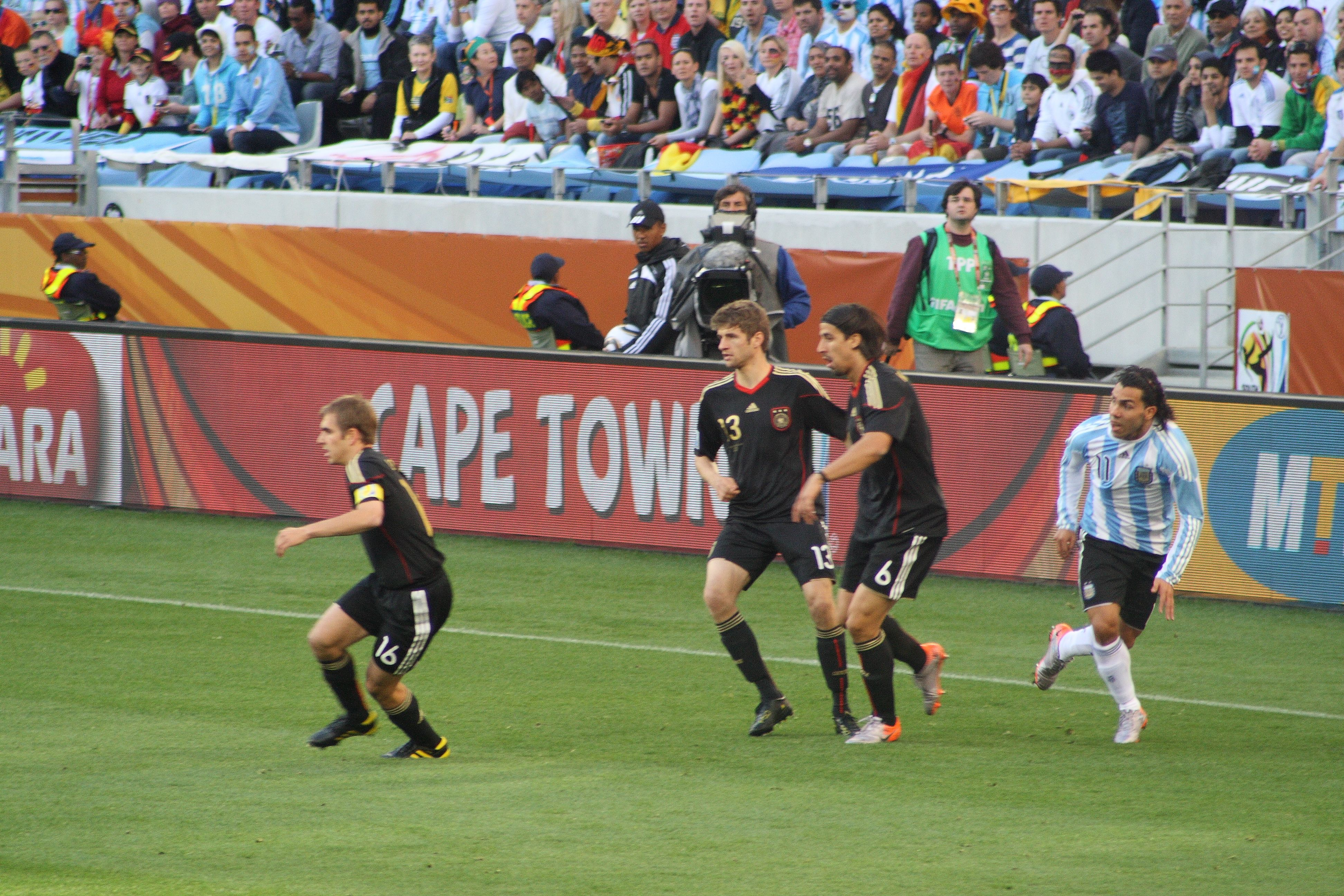
Thomas Müller (2. von links) neben Philipp Lahm (links), Sami Khedira (2. von rechts) und Carlos Tévez (rechts) im Viertelfinalspiel der WM 2010

Am 6. Mai 2010 wurde er von Bundestrainer Löw in den erweiterten Kader und kurz vor der Abreise nach Südafrika in das endgültige Aufgebot für die WM 2010 berufen. Im ersten Gruppenspiel erzielte er beim 4:0-Sieg gegen Australien seinen ersten Treffer in einem A-Länderspiel und bereitete zudem einen weiteren Treffer vor. Beim 4:1-Sieg gegen England im Achtelfinale schoss Müller zwei Tore (das 3:1 und das 4:1) und legte ein weiteres Tor für Lukas Podolski auf. Im Viertelfinalspiel gegen Argentinien erzielte er mit einem Kopfballtor in der dritten Minute das 1:0. In der 35. Minute erhielt er wegen eines Handspiels seine zweite gelbe Karte der WM und war damit für das Halbfinalspiel am 7. Juli 2010 gegen Spanien, das die deutsche Mannschaft verlor, gesperrt. Beim 3:2-Sieg im Spiel um den dritten Platz gegen Uruguay erzielte Müller das 1:0 und damit sein fünftes Tor im Turnier, womit er vor Miroslav Klose zum erfolgreichsten Torschützen der deutschen Mannschaft beim Turnier in Südafrika avancierte. In den Spielen gegen England und Uruguay wurde er zum Man of the Match gewählt.
Mit fünf Toren und drei Torvorlagen erhielt Müller den Goldenen Schuh als Torschützenkönig der WM 2010. Nach Gerd Müller (1970) und Miroslav Klose (2006) war er der dritte deutsche Spieler, dem dies gelang. Zudem wurde er als bester junger Spieler ausgezeichnet.

#### EM 2012
Nach seinem Durchbruch nahm er weiterhin die Stammposition als rechter Außenstürmer der Nationalmannschaft ein. Unter anderem spielte er alle zehn Spiele der Qualifikation für die Europameisterschaft 2012, die – erstmals von einem deutschen Nationalteam – alle gewonnen wurden. Dazu steuerte Müller drei Tore und sieben Torvorlagen bei. Im Mai 2012 wurde er in das EM-Aufgebot berufen und stand dort in der ersten Elf, die in der Gruppenphase auflief. Im Viertelfinale stellte Trainer Löw eine komplett neue Sturmformation zusammen; erst beim Stand von 2:1 für Deutschland gegen Griechenland wurde Müller eingewechselt. Im Halbfinale gegen Italien (1:2) kam er in der 71. Minute als letzte Offensivmaßnahme für einen Abwehrspieler noch ins Spiel. In keinem der fünf Turnierspiele erzielte er ein Tor oder gab eine erfolgreiche Vorlage.

#### WM 2014

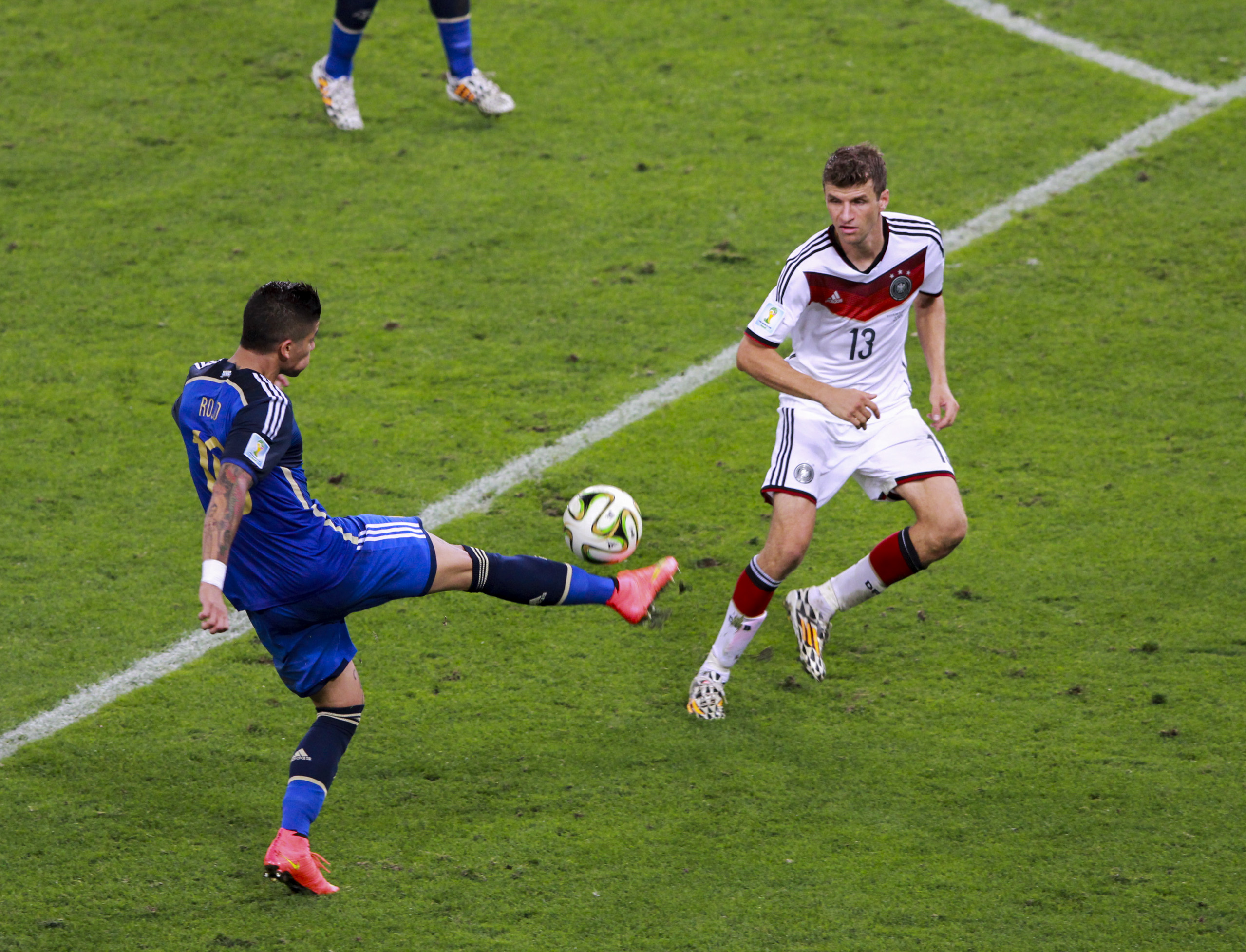
Thomas Müller während des WM-Finals 2014 neben Marcos Rojo

Auf dem Weg zu seiner zweiten Weltmeisterschaftsteilnahme lief Müller erneut in allen zehn Qualifikationsspielen für die Nationalmannschaft auf. Zur erfolgreichen Qualifikation für die WM 2014 in Brasilien steuerte er dabei vier Tore und sechs Torvorlagen bei. Im ersten Gruppenspiel der deutschen Mannschaft bei der WM-Endrunde am 16. Juni 2014 in Salvador da Bahia erzielte er beim 4:0-Sieg über Portugal drei Tore, beim dritten Gruppenspiel gegen die USA das spielentscheidende Tor zum 1:0. Im Halbfinale gegen Brasilien erzielte er mit dem Treffer zum 1:0 beim 7:1-Sieg das 2000. Tor der deutschen Nationalmannschaft. Damit hatte er bei Weltmeisterschaften zehn Tore in zwölf Spielen erzielt und belegte zusammen mit Helmut Rahn den vierten Platz in der Rangliste der besten Torschützen des DFB bei Weltmeisterschaften. Er ist der erste deutsche Spieler, der drei Tore in einem Spiel gegen eine Mannschaft der Top 10 der FIFA-Weltrangliste erzielte, und der erste WM-Torschützenkönig, der bei der folgenden WM fünf Tore erzielte. Am 13. Juli 2014 gewann er mit der deutschen Mannschaft in Rio de Janeiro nach einem 1:0-Sieg im Finale der WM nach Verlängerung gegen Argentinien den Weltmeistertitel. Müller stand bei allen deutschen Spielen in der Startaufstellung, bestritt bis auf das Spiel gegen Portugal (Auswechslung in der 81. Minute) jedes Spiel über die volle Distanz, hatte mit 84 Kilometern die höchste Gesamtlaufleistung aller Spieler des Turniers und trug mit seinen fünf Toren und fünf Vorlagen maßgeblich zum Gewinn des Weltmeistertitels bei.

#### EM 2016
Auf dem Weg zur Europameisterschaft 2016 bestritt Müller neun von zehn Qualifikationsspielen. Mit neun Toren und zwei Torvorlagen war er bester Torschütze der Mannschaft, die sich für das Turnier in Frankreich qualifizierte. Am 29. März 2016 führte Müller die DFB-Elf beim Testspiel gegen Italien erstmals als Kapitän auf den Platz.
Er stand im Kader der Nationalmannschaft für die Europameisterschaft 2016 und bestritt alle Turnierspiele über die volle Spielzeit. Er blieb jedoch auch bei dieser EM torlos und vergab auch im Elfmeterschießen im Viertelfinale gegen Italien seinen Elfmeter. Dafür war er Vorbereiter des deutschen Tors im letzten Gruppenspiel beim 1:0-Sieg über Nordirland. Die Mannschaft schied im Halbfinale gegen Gastgeber Frankreich aus.

#### WM 2018 und vorläufiges Karriereende im DFB-Team
Bei der Weltmeisterschaft 2018 spielte Müller bei den beiden ersten Vorrundenspielen gegen Mexiko (0:1) und Schweden (2:1) über die volle Distanz. Nach zuvor eher schwachen Leistungen saß Müller im dritten Vorrundenspiel gegen Südkorea, in dem es um den Einzug ins Achtelfinale ging, auf der Auswechselbank; Leon Goretzka erhielt den Vorzug. In der 63. Minute wurde Müller schließlich beim Stand von 0:0 für Goretzka eingewechselt. Doch auch Müller, der nicht mehr an seine Form wie bei der WM 2010 und der WM 2014 anknüpfen konnte, schaffte es nicht, Deutschland den Einzug ins Achtelfinale zu ermöglichen. Stattdessen gelangen Südkorea in der Nachspielzeit noch zwei Treffer, wodurch Deutschland durch die 0:2-Niederlage erstmals in der WM-Geschichte bereits nach der Vorrunde ausschied. Müller war bei dem Turnier – im Gegensatz zu den vorhergehenden Weltmeisterschaften – kein Tor und keine Torvorlage gelungen.
Nach der WM äußerte Müller, dass das frühzeitige Ausscheiden auch eine „Quittung für das Störfeuer von außen“ sei: „Wenn du Weltmeister bist, dann stehst du unter besonderer Beobachtung und musst dich mit vielen Dingen auseinandersetzen, die gar nichts mit Fußball zu tun haben.“ Damit spielte Müller auch auf den Eklat um das Treffen Mesut Özils und Ilkay Gündoğans mit dem türkischen Staatspräsidenten Recep Tayyip Erdoğan an. Am 19. November 2018 bestritt er in Gelsenkirchen im letzten Gruppenspiel der Nations League beim 2:2-Unentschieden gegen die Nationalmannschaft der Niederlande sein 100. Länderspiel, als er in der 66. Minute für Serge Gnabry eingewechselt wurde.
Im März 2019 kündigte Löw einen Umbruch in der Nationalmannschaft an und gab bekannt, dass die Bayern-Spieler Thomas Müller, Jérôme Boateng und Mats Hummels zukünftig nicht mehr Teil des DFB-Kaders sein werden. Müller zeigte sich enttäuscht, „perplex“ sowie „sauer“ über die Art und Weise der Entscheidung. Er kritisierte zudem die „suggerierte Endgültigkeit der Entscheidung“. Außerdem merkte er an: „Wenn – kurz nachdem wir von der Entscheidung des Bundestrainers erfahren haben – vorgefertigte Statements seitens des DFB und des DFB-Präsidenten an die Presse rausgegeben werden, ist das aus meiner Sicht kein guter Stil und hat mit Wertschätzung nichts zu tun.“ Vielfach wurde Löw für den Zeitpunkt, die Endgültigkeit und die Art und Weise der Bekanntgabe der Entscheidung sowie für die Maßnahme selbst kritisiert.

#### Wiederaufnahme in die Nationalmannschaft und EM 2021
Am 19. Mai 2021 revidierte Löw seine Entscheidung und holte Müller und Hummels aufgrund anhaltend guter Leistungen in die deutsche Auswahl für die Europameisterschaft 2021 zurück. Am 2. Juni 2021 bestritt Müller im Freundschaftsspiel gegen Dänemark sein erstes Länderspiel nach seiner Rückkehr. Beim 7:1-Sieg gegen Lettland im darauf folgenden Spiel erzielte er ein Tor und bereitete ein weiteres vor.
Bei der EM 2021 wurde Müller in allen vier Spielen der deutschen Nationalmannschaft eingesetzt, in dreien davon über die komplette Spielzeit. Das DFB-Team erreichte das Achtelfinale und schied dort nach einer Niederlage gegen England aus.

#### WM 2022

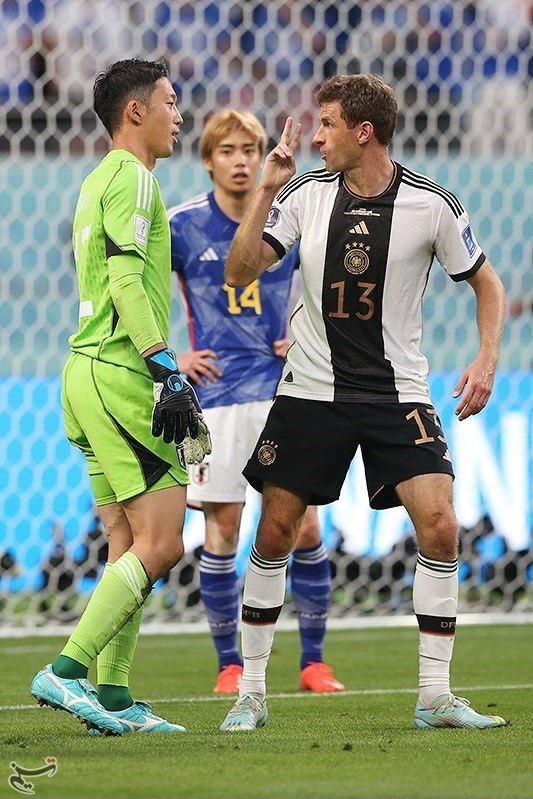
Thomas Müller im WM-Spiel gegen Japan (mit Shūichi Gonda, 2022)

In jedem der verbleibenden vier Qualifikationsspiele zur Weltmeisterschaft 2022 unter dem neuen Bundestrainer Hansi Flick stand Müller auf dem Platz, er erzielte dabei drei Tore und bereitete drei weitere Treffer vor. Damit verhalf er seiner Mannschaft zur direkten Qualifikation zur WM.
Ebenso bestritt Müller die folgenden zwei Freundschaftsspiele und die sechs Nations-League-Spiele der DFB-Elf. In diesen schoss er insgesamt zwei weitere Tore.
Im November 2022 wurde er von Flick in den Deutschland-Kader für die Fußball-Weltmeisterschaft 2022 berufen. Das letzte Testspiel gegen den Oman verpasste Müller aufgrund von Hüftproblemen. Beim ersten WM-Spiel der deutschen Nationalmannschaft am 23. November 2022, stand Müller bei der Niederlage gegen Japan in der Startaufstellung, dies war sein 100. Startelf-Einsatz für die Nationalmannschaft. Auch beim 1:1-Unentschieden gegen Spanien und beim 4:2-Sieg im dritten Vorrundenspiel gegen Costa Rica stand Müller in der Startelf und schied mit der Nationalmannschaft aufgrund der schlechteren Tordifferenz gegenüber Spanien, das im Parallelspiel gegen Japan verlor, aus.

#### EM 2024
Im Mai 2024 wurde Müller von Bundestrainer Julian Nagelsmann in den Kader für die Europameisterschaft im eigenen Land berufen. Er wurde jeweils als Einwechselspieler im Eröffnungsspiel gegen Schottland und im Viertelfinale gegen Spanien eingesetzt. Durch sein 131. Länderspiel im Viertelfinale rückte er auf Platz 3 der Nationalspieler mit den meisten Einsätzen vor. Nach der EM beendete er seine Karriere in der Nationalmannschaft, für die er 45 Tore erzielte, was zum Zeitpunkt seines Nationalmannschafts-Karriereendes Platz 7 in der Torjägerliste des DFB bedeutet.

## Spiel- und Torstatistik
Die Tabelle enthält die Anzahl aller Einsätze – getrennt nach Wettbewerben und Saison für Saison –, die Müller für den FC Bayern München in Pflichtspielen und die Nationalmannschaft bestritten hat, einschließlich der erzielten Tore.
Die beiden Qualifikationsspiele für die Champions League 2011/12 wurden mit berücksichtigt.
| Stand: 30. Juni 2025 | Stand: 30. Juni 2025                        | Bundesliga | Bundesliga | RLSüd, 3. Liga | RLSüd, 3. Liga | Europapokal (CL, EL) | Europapokal (CL, EL) | DFB-Pokal | DFB-Pokal | Sonstige Wettbewerbe 1 | Sonstige Wettbewerbe 1 | National- mannschaft | National- mannschaft | Gesamt | Gesamt |
| Saison               | Verein                                      | S          | T          | S              | T              | S                    | T                    | S         | T         | S                      | T                      | S                    | T                    | S      | T      |
| -------------------- | ------------------------------------------- | ---------- | ---------- | -------------- | -------------- | -------------------- | -------------------- | --------- | --------- | ---------------------- | ---------------------- | -------------------- | -------------------- | ------ | ------ |
| 2007/08              | FC Bayern München II                        |            |            | 3              | 1              |                      |                      |           |           |                        |                        |                      |                      | 3      | 1      |
| 2008/09              | FC Bayern München II                        |            |            | 32             | 15             |                      |                      |           |           |                        |                        |                      |                      | 32     | 15     |
| 2008/09              | FC Bayern München                           | 4          | 0          |                |                | 1                    | 1                    |           |           |                        |                        |                      |                      | 5      | 1      |
| 2009/10              | FC Bayern München                           | 34         | 13         |                |                | 12                   | 2                    | 6         | 4         |                        |                        | 8                    | 5                    | 60     | 24     |
| 2010/11              | FC Bayern München                           | 34         | 12         |                |                | 8                    | 3                    | 5         | 3         | 1                      | 1                      | 10                   | 3                    | 58     | 22     |
| 2011/12              | FC Bayern München                           | 34         | 7          |                |                | 14                   | 2                    | 5         | 2         |                        |                        | 16                   | 2                    | 69     | 13     |
| 2012/13              | FC Bayern München                           | 28         | 13         |                |                | 13                   | 8                    | 5         | 1         | 1                      | 1                      | 10                   | 4                    | 57     | 27     |
| 2013/14              | FC Bayern München                           | 31         | 13         |                |                | 12                   | 5                    | 5         | 8         | 3                      | 0                      | 12                   | 8                    | 63     | 34     |
| 2014/15              | FC Bayern München                           | 32         | 13         |                |                | 10                   | 7                    | 5         | 1         | 1                      | 0                      | 7                    | 5                    | 55     | 26     |
| 2015/16              | FC Bayern München                           | 31         | 20         |                |                | 12                   | 8                    | 5         | 4         | 1                      | 0                      | 14                   | 5                    | 63     | 37     |
| 2016/17              | FC Bayern München                           | 29         | 5          |                |                | 9                    | 3                    | 3         | 0         | 1                      | 1                      | 8                    | 5                    | 50     | 14     |
| 2017/18              | FC Bayern München                           | 29         | 8          |                |                | 10                   | 3                    | 5         | 4         | 1                      | 0                      | 9                    | 1                    | 54     | 16     |
| 2018/19              | FC Bayern München                           | 32         | 6          |                |                | 6                    | 0                    | 6         | 3         | 1                      | 0                      | 6                    | 0                    | 51     | 9      |
| 2019/20              | FC Bayern München                           | 33         | 8          |                |                | 10                   | 4                    | 6         | 2         | 1                      | 0                      |                      |                      | 50     | 14     |
| 2020/21              | FC Bayern München                           | 32         | 11         |                |                | 9                    | 2                    | 2         | 1         | 3                      | 1                      | 6                    | 1                    | 52     | 16     |
| 2021/22              | FC Bayern München                           | 32         | 8          |                |                | 10                   | 4                    | 2         | 0         | 1                      | 1                      | 10                   | 5                    | 55     | 18     |
| 2022/23              | FC Bayern München                           | 27         | 7          |                |                | 8                    | 1                    | 4         | 0         | 1                      | 0                      | 5                    | 0                    | 45     | 8      |
| 2023/24              | FC Bayern München                           | 31         | 5          |                |                | 9                    | 1                    | 1         | 1         |                        |                        | 10                   | 1                    | 51     | 8      |
| 2024/25              | FC Bayern München                           | 30         | 1          |                |                | 12                   | 3                    | 2         | 2         | 5                      | 2                      |                      |                      | 49     | 8      |
|                      | Summe                                       | 503        | 150        | 35             | 16             | 165                  | 57                   | 67        | 36        | 21                     | 7                      | 131                  | 45                   | 922    | 311    |
|                      | Summe (nur 1. Mannschaft FC Bayern München) | 503        | 150        | –              | –              | 165                  | 57                   | 67        | 36        | 21                     | 7                      | –                    | –                    | 756    | 250    |

## Titel

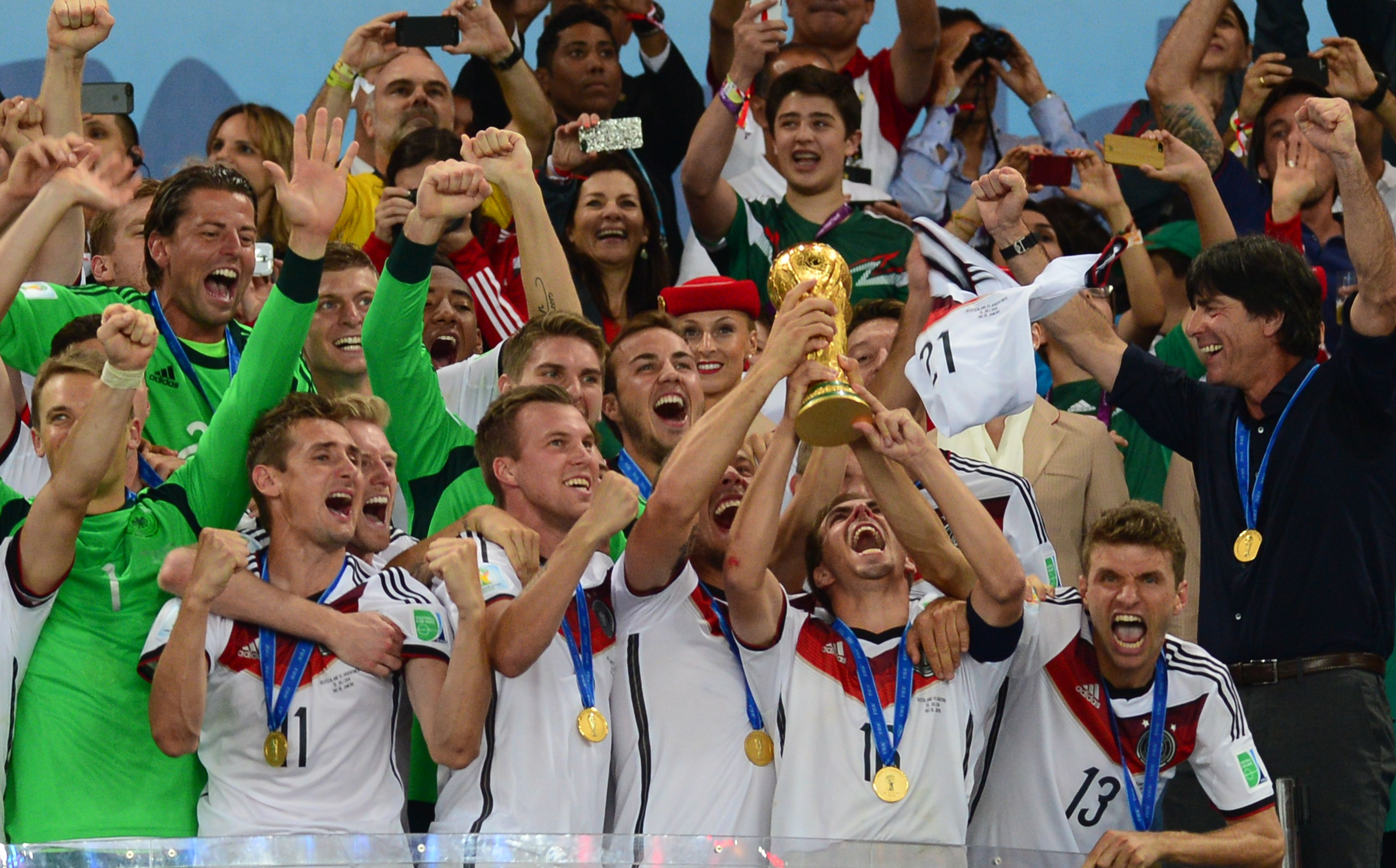
Thomas Müller (rechts unten) bei der Übergabe des WM-Pokals

Müller ist neben Toni Kroos mit 34 Titeln der erfolgreichste deutsche Fußballspieler aller Zeiten. Er ist mit 13 Titeln der deutsche Rekordmeister unter den Spielern.

### Nationalmannschaft
- Weltmeister: 2014

### Verein
International
- Champions-League-Sieger (2): 2013, 2020
- Klub-Weltmeister (2): 2013, 2020
- UEFA-Super-Cup-Sieger (2): 2013, 2020

National
- Deutscher Meister (13): 2010, 2013, 2014, 2015, 2016, 2017, 2018, 2019, 2020, 2021, 2022, 2023, 2025
- Deutscher Pokalsieger (6): 2010, 2013, 2014, 2016, 2019, 2020
- Deutscher Supercupsieger (8): 2010, 2012, 2016, 2017, 2018, 2020, 2021, 2022

## Auszeichnungen
- Goldener Schuh bei der Weltmeisterschaft 2010
- Bester Junger Spieler bei der Weltmeisterschaft 2010
- Silberner Schuh bei der Weltmeisterschaft 2014
- Silberner Ball bei der Weltmeisterschaft 2014
- Castrol Index Top 11 der Weltmeisterschaft 2014[59]
- Wahl in das Dream Team der Weltmeisterschaft 2014[60]
- Wahl in die VDV 11: 2009/10, 2015/16, 2017/18, 2020/21
- Bester Spieler (Man of the Match) in den Spielen gegen England und Uruguay bei der WM 2010
- Bester Spieler (Man of the Match) in den Spielen gegen Portugal und die USA bei der WM 2014
- Newcomer der Saison: 2009/10[61]
- Junger Spieler des Jahres 2010 (verliehen von World Soccer)[62]
- Trofeo Bravo: 2010[63]
- Torschützenkönig des DFB-Pokals: 2010, 2014
- Fußballer des Monats: September 2009[64]
- Torschütze des Monats: Juni 2010,[65] Mai 2012,[66] Februar 2016[67]
- Bravo Sport: Otto-Gewinner Januar 2010
- Bayerischer Sportpreis: 2010[68]
- Silbernes Lorbeerblatt: 2010[69], 2014[70] (als Mitglied der deutschen Nationalmannschaft)
- Deutschlands Mannschaft des Jahres: 2010, 2014[71][72] (als Mitglied der deutschen Nationalmannschaft) und 2013[73], 2020[74] (als Mitglied des FC Bayern München)
- Nominierung zur Wahl des Weltfußballers des Jahres: 2010 (15. Platz),[75] 2011 (13. Platz),[76] 2013 (17. Platz),[77] 2014 (5. Platz)[78]
- Einstufung als Weltklasse in der Rangliste des deutschen Fußballs: Sommer 2010, Sommer 2013, Sommer 2014, Winter 2015/16, Sommer 2020, Winter 2021/22
- kicker-Mittelfeldspieler des Jahres: 2016
- ESM Team of the Year: 2012/13[79]
- Bayerischer Verdienstorden: 2019
- UEFA Super Cup Man of the Match: 2020
- UEFA Champions League Man of the Match: 2023
- FourFourTwo: Bester Spielmacher der Welt (2020)[80]
- Deutscher Lesepreis 2021 für sein Engagement in der Leseförderung[81]
- Spieler des Monats der Fußball-Bundesliga: Januar 2022
- Bayerischer Sportpreis, Persönlicher Preis des Bayerischen Ministerpräsidenten: Oktober 2022
- Bayerische Staatsmedaille für soziale Verdienste: 2023[82]

## Rekorde und Statistiken
- Mit 34 Titeln beim FC Bayern ist er der erfolgreichste Spieler des Vereins.
- 13 deutsche Meisterschaften sind Bundesliga-Rekord für einen Spieler.
- Mit 13 nationalen Meisterschaften für nur einen Verein erreichte er in den Top-Fünf-Ligen Europas als zweiter Spieler nach Ryan Giggs (Manchester United) diese Bestmarke.
- Deutscher Rekordspieler in der Champions League (163 Einsätze) vor Toni Kroos (151) und Manuel Neuer (150) (Stand: 16. April 2025); Lionel Messi hat ebenfalls 163 Einsätze und nur Iker Casillas (177) und Cristiano Ronaldo (183) haben mehr Einsätze absolviert[26]
- Deutscher Spieler mit den meisten Siegen in der Champions League: 111 (nach 163 Einsätzen, Stand: 16. April 2025); nur Cristiano Ronaldo (115, bei 183 Einsätzen) gewann häufiger.
  - einziger Spieler mit 100 oder mehr Siegen für nur einen Verein
- 8 DFL-Supercup-Siege sind Rekord.
  - 12 Teilnahmen sind ebenfalls Rekord.[83]
- 178 Torvorlagen sind Bundesliga-Rekord (Stand: 33. Spieltag 2024/25).[84][85]
- 22 Torvorlagen innerhalb einer Bundesliga-Saison sind Rekord (zweimal nacheinander: 2019/20 und 2020/21).
  - 13 Torvorlagen innerhalb einer Bundesliga-Hinrunde sind Rekord (2021/22).[86]
- 17 Torvorlagen im Duell gegen einen Gegner (SV Werder Bremen) sind Bundesliga-Rekord (Stand: 3. Spieltag 2024/25).[87][88]
- Bundesliga-Rekordsieger: 362 Siege (nach 503 Einsätzen, Stand: 34. Spieltag 2024/25)[89]
- Bundesliga-Rekordspieler des FC Bayern (503 Einsätze, Stand: 34. Spieltag 2024/25)[89][90][91][21]
- Kam in den meisten unterschiedlichen Bundesliga-Spielzeiten für den FC Bayern zum Einsatz: 17 (2008/09–2024/25).[92][87]
- meiste Bundesliga-Spielzeiten in Folge mit Torerfolg für den FC Bayern: 16 (laufend, 2009/10–2024/25)[93][94]
- meiste Bundesliga-Auswechslungen: 191 (Stand: 34. Spieltag 2024/25).[89][95][96][97]
- meiste Pflichtspiele für den FC Bayern: 756 (542 Siege, 110 Unentschieden und 103 Niederlagen, Stand: 5. Juli 2025)
  - 542 Siege mit dem FC Bayern sind Vereinsrekord (Stand: 5. Juli 2025)[21]
- meiste Siege eines Spielers im Duell mit demselben Bundesliga-Gegner: 23 (gegen Werder Bremen, Stand: 5. Spieltag 2024/25)[98]
- 67 Einsätze im DFB-Pokal sind Vereinsrekord (Stand: 3. Dezember 2024).[99][100][101][102]
- 56 gewonnene DFB-Pokal-Partien sind Rekord (Stand: 3. Dezember 2024).[101]
- Ewige Torschützenliste der Champions League (Platz 6, 57 Treffer, Stand: 8. April 2025)[103]
  - damit deutscher Rekordtorschütze der Champions League (57 Tore, Stand: 8. April 2025)[95]
- 41 Vorlagen in der Deutschen Nationalmannschaft sind Rekord (Stand: 19. Juni 2024).[104][105]

## Sonstiges
Nach dem Freundschaftsspiel Deutschland-Argentinien am 3. März 2010, Müllers Debüt in der Nationalmannschaft, tauchte er auf dem Pressekonferenz-Podium auf. Der als exzentrisch bekannte argentinische Trainer Diego Maradona war sichtlich aufgebracht, dass der ihm unbekannte Müller es wagte, neben ihm Platz zu nehmen. Maradona hielt das wohl für eine Art „Majestätsbeleidigung“ und stürmte vom Podium. Erst als auch Müller gegangen war, kehrte Maradona zurück. Als Maradona wieder sprach, wurde dies so übersetzt: „Normal ist es üblich, dass hier Trainer sitzen und nicht Spieler. Ich habe ihn nicht gekannt.“
Genau vier Monate später, am 3. Juli 2010 im Viertelfinale der WM 2010 besiegte Deutschland Argentinien mit 4:0, wobei Müller in der 3. Minute das erste Tor schoss. Die argentinische Sportzeitung Olé schrieb daraufhin „Diego, der Junge heißt Müller …“
Mit seiner direkten und humorvollen, teilweise etwas frechen Art lässt Müller immer wieder Reporter auflaufen und kontert in Interviews gerne auch „dumme“ Fragen von Journalisten. Auf eine Frage eines ZDF-Journalisten nach der Fußball-WM 2022, ob er Mitspracherecht bei der Trainersuche habe, tätigte er beispielsweise schelmisch die Aussage: „Das ist eine etwas komische Frage gewesen. Hast du Mitspracherecht, wer beim ZDF den Laden führt? Ja? Na, deswegen läuft es, wie es läuft.“
2017 spielte Müller gemeinsam mit seiner Frau in einer Folge der Vorabendserie Hubert und Staller (Staffel 6, Folge 14) mit.

## Soziales Engagement
Müller unterstützt seit 2010 das Projekt YoungWings als Botschafter. Es richtet sich an Kinder und Jugendliche, die um einen nahen Angehörigen oder Freund trauern. Unter anderem versteigert er jährlich vor Weihnachten persönliche Gegenstände auf der Charity-Auktionsplattform United Charity, die Erlöse erhält die Nicolaidis YoungWings Stiftung ohne Abzug.
Seit 2019 ist er Botschafter der Stiftung Lesen.

## Publikationen
- Mein Weg zum Traumverein. Friedrich Oetinger, Hamburg 2018 (Kinderbuch)
- mit Julien Wolff und Jan Birck: Mein Weg in die Startelf, Friedrich Oetinger, Hamburg 2019 (Kinderbuch für Leseanfänger)